# Berejok, Turka
Berejok (în ucraineană Бережок) este un sat în comuna Limna din raionul Turka, regiunea Liov, Ucraina.

## Demografie
Componența lingvistică a localității Berejok
     Ucraineană (100%)
Conform recensământului din 2001, toată populația localității Berejok era vorbitoare de ucraineană (100%).